# Ceroctis marshalli
Ceroctis marshalli es una especie de coleóptero de la familia Meloidae.

## Distribución geográfica
Habita en Mozambique y en los territorios que antes se llamaban Rodesia.